# Madonna (Bausa)
Madonna è un singolo del rapper tedesco Bausa, pubblicato il 19 febbraio 2021 come quarto estratto dal terzo album in studio 100 Pro.
Il brano vede la partecipazione del rapper tedesco Apache 207.

## Video musicale
Il video musicale, reso disponibile in concomitanza con l'uscita del brano, è stato diretto da Dustin Schöne.

## Tracce
Testi di Bausa e Apache 207, musiche di Bausa, Miksu / Macloud e Berky.
1. Madonna (ft. Apache 207) – 3:15

## Formazione
- Bausa – voce, produzione
- Apache 207 – voce aggiuntiva
- Miksu / Macloud – produzione
- Berky – produzione
- Lex Barkey – missaggio, mastering
- Niklas Neumann – missaggio, mastering
- Yunus "Kingsize" Cimen – missaggio, mastering

## Classifiche

### Classifiche settimanali
| Classifica (2021) | Posizione massima |
| ----------------- | ----------------- |
| Austria           | 1                 |
| Germania          | 1                 |
| Svizzera          | 8                 |

### Classifiche di fine anno
| Classifica (2021) | Posizione |
| ----------------- | --------- |
| Austria           | 39        |
| Germania          | 11        |